# Mandwa
Lo Stato di Mandwa (noto anche come Mandva) fu uno stato principesco del subcontinente indiano, avente per capitale la città di Mandva.

## Storia
Lo stato di Mandwa cessò di esistere il 10 giugno 1948 con il suo ingresso nell'India moderna nello Stato di Bombay. La privy purse del sovrano rinunciatario venne fissata in 18.720 rupie annue.

## Governanti
Lo stato era governato da un ramo della casata Chauhan della dinastia dei Rajputs che portava il titolo di Maharana.

### Maharana
- Maharana JITSINHJI, n. 1877, r. dal 13 settembre 1890
- Maharana KHUSHALSINHJI SAJANSINHJI (r.1915-1948), n. 21 settembre 1912, succedette a suo padre l'8 gennaio 1915 e governò sino al 10 giugno 1948. Morì nel settembre del 1981